# 皮亚嫩戈
皮亚嫩戈（義大利語：Pianengo），是意大利克雷莫纳省的一个市镇。总面积5平方公里，人口2600人，人口密度520.0人/平方公里（2009年）。国家统计（ISTAT）代码为019072。